# John Richard Green
John Richard Green (12 de dezembro de 1837 – 7 de março de 1883) foi um historiador inglês.

## Vida e carreira
Nasceu em 12 de dezembro de 1837, filho de um comerciante em Oxford, onde foi educado, primeiro na Magdalen College School, e depois no Jesus College, Oxford. Cresceu em uma família conservadora da alta igreja da qual se rebelou já em 1850, sendo "temporariamente banido da casa de seu tio por ridicularizar um alvoroço sobre a 'Agressão Papal'".
Ingressou na igreja, sendo ordenado ao diaconato em 1860, e serviu várias cúrias em Londres, sob constante tensão causada pela saúde delicada. Sempre um entusiasta estudante de história, o pouco tempo de lazer que tinha era dedicado à pesquisa.
Em 1869, finalmente desistiu de seu trabalho como clérigo e foi nomeado bibliotecário em Lambeth. Estava fazendo planos para várias obras históricas, incluindo uma História da Igreja Inglesa exibida em uma série sobre a vidas dos arcebispos da Cantuária e, o que ele propôs como sua obra-prima, uma história da Inglaterra sob os reis angevinos. Depois de sofrer de problemas de saúde, abandonou esses projetos e, em vez disso, concentrou suas energias na publicação de A Short History of the English People, que apareceu em 1874, e imediatamente lhe deu um lugar garantido no primeiro posto de escritores de história.
Casou-se em 1877 com Alice Stopford.

## Obras
- (1874) A Short History of the English People
- (1879) English Literature (Editor)
- (1879) Readings From English History (Editor)[6]
- (1880) A History of the English People
- (1881) The Making of England[7]
- (1883) The Conquest of England[7]